# Shioya
Shioya (塩谷町, Shioya-machi) és una vila i municipi de la prefectura de Tochigi, a la regió de Kanto, Japó i pertanyent al districte de Shioya. El municipi depèn de l'activitat agrària, tot i que degut a la seua proximitat està esdevenint una ciutat dormitori d'Utsunomiya, la capital prefectural. El nom de la vila es pot traduir al català com a "vall de la sal".

## Geografia
El municipi de Shioya es troba al centre geogràfic de la prefectura de Tochigi, al nord-est de la regió de Kanto. La vila està situada ja a les muntanyes que hi han a la fi de la plana de Kantō. El terme municipal de Shioya limita amb els d'Utsunomiya, capital prefectural, cap al sud; amb Nikko a l'oest; amb Nasushiobara al nord i amb Yaita i Sakura a l'est.
Shioya té un clima continental humid, caracteritzat per estius càlids i hiverns freds i amb fortes nevades. La temperatura anual mitjana a Shioya és de 11,7 graus. La mitjana anual de precipitacions és de 1.569 mil·límetres, amb el setembre com a el mes més humid. La temperatura mitjana és més alta a l'agost amb vora 24 graus i la més baixa és al gener, amb només uns 0,1 graus.
Ferrocarril

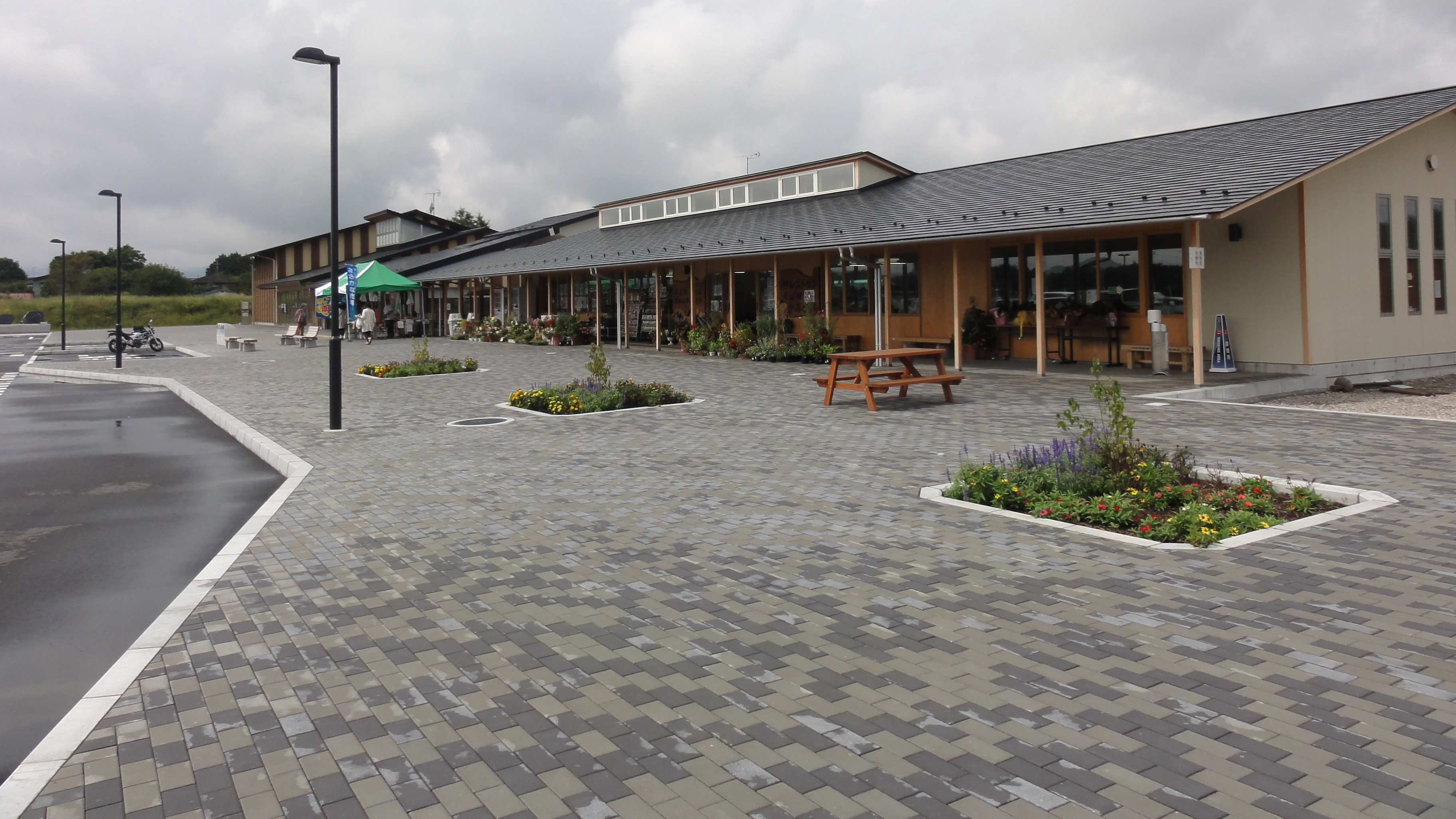
Estació de servei de Shioya

Shioya no té cap estació de ferrocarril al seu terme municipal.
Carretera
- Nacional 461

## Història
Des de temps antics fins als primers anys de l'era Meiji, l'àrea on actualment es troba el municipi de Shioya va formar part de l'antiga província de Shimotsuke. Posteriorment, amb la restauració Meiji i la nova llei de municipis de l'1 d'abril de 1889 es fundaren els pobles de Tamanyū, Funyū i Ōmiya, al districte de Shioya. Els tres pobles van fusionar-se el 31 de març de 1957 per a crear l'aleshores poble de Shioya. El poble va esdevindre vila l'11 de febrer de 1965.

## Alcaldes
En aquesta taula només es reflecteixen els alcaldes democràtics, és a dir, des de l'any 1947. En el cas concret de Shioya, la llista comença el 1957, quan es fundà la vila.
| Alcalde          | Inici del mandat | Fi del mandat | Partit | Partit |
| Ryōichi Onozaki  | 1957             | 1969          |        | Ind    |
| Nagashige Ōshima | 1969             | 1973          |        | Ind    |
| Haruyoshi Tezuka | 1973             | 1977          |        | Ind    |
| Naoshi Kakinuma  | 1977             | 1989          |        | Ind    |
| Tōgo Ōshima      | 1989             | 1997          |        | Ind    |
| Seiya Ueki       | 1997             | 2004          |        | Ind    |
| Naoshi Kakinuma  | 2004             | 2008          |        | Ind    |
| Kōichi Tezuka    | 2008             | 2012          |        | Ind    |
| Kazuhisa Mikata  | 2012             | -             |        | Ind    |

## Demografia
| 1920   | 1930   | 1940   | 1950   | 1960   | 1970   | 1980   |
| ------ | ------ | ------ | ------ | ------ | ------ | ------ |
| 14.104 | 14.277 | 14.798 | 20.011 | 17.665 | 15.155 | 14.930 |
| 1990   | 2000   | 2010   | 2020   | 2030   | 2040   | 2050   |
| 14.898 | 14.171 | 12.561 | 10.300 | -      | -      | -      |